# Can Misses
Can Misses és un estadi situat a Eivissa, on juga els seus partits la Unió Esportiva Eivissa i també el CD Ibiza Islas Pitiusas, i on jugava la Societat Esportiva Eivissa.
Va ser estrenat la temporada 1991/1992, coincidint amb l'ascens a Segona divisió B de l'Eivissa. L'obra va quedar inacabada, amb mitja graderia sense cobrir. El 2008 va ser remodelat de nou: se li va afegir una nova graderia i se li va canviar la vella gespa artificial per un nou, homologat per la FIFA.
Avui dia, deixant de banda les instal·lacions esportives de Son Moix, es tracta de l'estadi més complet destinat a la pràctica del futbol a les Illes Balears, amb capacitat per a 7.500 espectadors.